# Đấu kiếm tại Đại hội Thể thao Đông Nam Á 1987
Đấu kiếm tại Đại hội Thể thao Đông Nam Á năm 1987 được tổ chức từ ngày 10 đến 15 tháng 9 năm 1987 tại Hội trường A, khu liên hợp Senayan, Jakarta, Indonesia. Đây là lần đầu tiên đấu kiếm được đưa vào chương trình SEA Games kể từ năm 1987, góp phần đánh dấu bước phát triển quan trọng của bộ môn này trong khu vực.
Các vận động viên tham gia tranh tài cá nhân và đồng đội ở 3 loại kiếm và kiếm liễu (foil), kiếm chém (sabre) và kiếm ba cạnh (épée). Trong khi nam có 6 nội dung tranh tài thì nữ chỉ có 2 nội dung. 
Ở nội dung nam, Indonesia thống trị khi giành chiến thắng ở các nội dung cá nhân và đồng đội kiếm liễu và kiếm ba cạnh. Ngoài ra, đội tuyển Philippines vượt lên mạnh mẽ giành HCV nội dung cá nhân kiếm chém. Ở nữ, đội Indonesia tiếp tục thể hiện sức mạnh vượt trội ở cả hai nội dung cá nhân và đồng đội kiếm liễu.

## Tóm tắt kết quả

### Nam
| Nội dung              | Vàng           | Bạc         | Đồng                            |
| --------------------- | -------------- | ----------- | ------------------------------- |
| Kiếm liễu cá nhân     | Alkindi        | Dida Irawan | Ronald Tan Adrian Lee           |
| Kiếm liễu đồng đội    | Indonesia      | Philippines | Singapore                       |
|                       |                |             |                                 |
| Kiếm chém cá nhân     | Percival Alger | Alex Santos | Ganefiono Suratmin Tan Yew Seng |
| Kiếm chém đồng đội    | Indonesia      | Singapore   | Philippines                     |
|                       |                |             |                                 |
| Kiếm ba cạnh cá nhân  | Hadi Suroso    | Ronald Tan  | Johisoa Mauwa                   |
| Kiếm ba cạnh đồng đội | Indonesia      | Singapore   | Philippines                     |

### Nữ
| Nội dung           | Vàng             | Bạc       | Đồng                        |
| ------------------ | ---------------- | --------- | --------------------------- |
| Kiếm liễu cá nhân  | Silvia Koeswandi | Sumiani   | Chan Lai Ong Choy Fong Leng |
| Kiếm liễu đồng đội | Indonesia        | Singapore | Philippines                 |

## Bảng huy chương
| Hạng               | Đoàn               | Vàng | Bạc | Đồng | Tổng số |
| ------------------ | ------------------ | ---- | --- | ---- | ------- |
| 1                  | Indonesia (INA)    | 7    | 2   | 2    | 11      |
| 2                  | Philippines (PHI)  | 1    | 2   | 3    | 6       |
| 3                  | Singapore (SIN)    | 0    | 4   | 5    | 9       |
| Tổng số (3 đơn vị) | Tổng số (3 đơn vị) | 8    | 8   | 10   | 26      |